# Peristylus brevilobus
Peristylus brevilobus är en orkidéart som beskrevs av George Henry Kendrick Thwaites. Peristylus brevilobus ingår i släktet Peristylus och familjen orkidéer.
Artens utbredningsområde är Sri Lanka. Inga underarter finns listade i Catalogue of Life.